# Koszmosz–1174
A Koszmosz–1174 (oroszul: Космос–1174) a szovjet ISZ–A elfogóvadász-műhold tesztrepülése volt.

## Jellemzői
Az ISZ műholdelhárító rendszer tesztelésére indított ISZ–A típusú vadászműhold, melyet az NPO Enyergija épített. A teszt részeként az előzetesen indított Koszmosz–1171 célműholdat kellett volna elfognia.
1980. április 18-án a Bajkonuri űrrepülőtér 90/19. sz. indítóállásából egy Ciklon–2 (11K69) hordozórakétával juttatták alacsony Föld körüli pályára. Az alappályán a műhold keringési ideje 102,9 perces, a pályasík inklinációja 66,1° volt. Az elliptikus pálya perigeuma 372 km, apogeuma 1419 km volt.
1980. április 3-án indított Koszmosz–1171-es jelzésű, DSZ–P1–M típusú célműholdat több alkalommal sem tudta befogni (sem optikai, sem rádiólokátoros önirányítással), ezért április 20-án földi parancsra megsemmisítette magát.